# Alima Diomandé
Alima Diomandé est une reine de beauté ivoirienne, élue Miss Côte d'Ivoire 2006 et Miss Cedeao 2006,.